# Ana (esposa de João Asen II)
Ana (em búlgaro:  Анна), conhecida depois pelo seu nome religioso Anísia, foi a primeira esposa do tsar João Asen II da Bulgária (r. 1218-1241) e imperatriz-consorte entre 1218 e 1221. Ela foi exilada para um mosteiro no início do reinado do marido quando ele arranjou seu casamento com Ana Maria da Hungria. Eles tiveram dois filhos.

## Biografia
O casamento de João Asen e Ana data do período em que ele ficou exilado em Rus', pouco antes de sua ascensão ao seu trono ancestral na Bulgária em 1218. Com toda probabilidade, João ficou noivo de ana como parte do acordo que lhe deu o apoio dos rus'. De acordo com o relato do historiador bizantino Jorge Acropolita, Ana era uma concubina e não uma esposa legítima de João Asen. Porém, o historiador búlgaro Ivan Bozhilov acredita que esta afirmação decorre da falta de informação de Acropolita.
O período de Ana como imperatriz foi curto. Não muito depois de sua ascensão, João Asen arranjou um casamento político com uma princesa do Reino da Hungria chamada Ana Maria, filha do rei André II (r. 1205-1235). Ele na realidade exigiu o casamento ao proibir André e suas forças de atravessarem o território búlgaro à caminho da Quinta Cruzada. Depois que o casamento foi acertado, a Ana foi exilada para um mosteiro e se tornou uma freira, adotando o nome de "Anísia". Num texto da Igreja Ortodoxa Búlgara, ela é elogiada como sendo uma imperatriz ortodoxa da Bulgária.
João Asen se casou com Ana Maria três anos depois, em 1221, pois o casamento requeria uma autorização especial do papa. Anísia morreu no convento.

## Família
De seu casamento com João Asen, Ana teve duas filhas. A mais velha, Maria Asanina Comnena, era esposa de Manuel Comneno Ducas, governante de Tessalônica entre 1230 e 1237. A outra, conhecida tentativamente como Beloslava, casou-se com o rei sérvio Estêvão Vladislau I da Sérvia (r. 1234-1237).